# Guillaume Groen van Prinsterer
Pour les articles homonymes, voir Groen (homonymie).
Guillaume Groen van Prinsterer, né le 21 août 1801 à Voorburg et mort le 19 mai 1876 à La Haye, est un homme politique et historien néerlandais, figure de l'histoire des Pays-Bas au XIXe siècle.

## Biographie
Guillaume Groen van Prinsterer est un historien néerlandais reconnu. Il appartenait à la classe moyenne cultivée néerlandaise (son père, Petrus Jacobus Groen van Prinsterer, était médecin). Devenu un fervent chrétien, il ne quitta jamais l'Église réformée néerlandaise, l'Église officielle des Pays-Bas et de la famille royale néerlandaise, en dépit du fait qu'il considérait que cette Église était dans un état déplorable. Devenu un gentilhomme, il intégra les cercles aristocratiques, bien qu'il entra aussi sous l'influence du mouvement de renouveau évangélique de l'époque, la contrepartie d'Europe continentale du second Grand réveil, connu aux Pays-Bas comme le "Réveil", et en devint l'un des membres éminents.
Il étudia à l'université de Leyde, et fut diplômé en 1823 comme docteur en littérature et en droit. De 1829 à 1833, il devint secrétaire de Guillaume II des Pays-Bas et, durant cette période, assista au culte de la paroisse de la chapelle royale à Bruxelles, dont le pasteur était le revivaliste Jean-Henri Merle d'Aubigné. Par la suite, il prit une place prépondérante dans le milieu politique néerlandais, et peu à peu devint le leader du Parti antirévolutionnaire, fut élu à la seconde chambre du parlement, duquel il fut un membre durant de nombreuses années. Il fut aussi un écrivain politique.
Avec Groen, les idées de François Pierre Guillaume Guizot et de Friedrich Julius Stahl (de) trouvèrent un avocat éloquent. Cela transparait dans ses écrits politiques controversés et ses études historiques, parmi lequel on trouve son Manuel d'histoire néerlandaise (en néerlandais) et Maurice et Barnevelt (en français, 1875, une critique de la Vie de Van Olden-Barnevelt de John Lothrop Motley). Groen fut un des plus fervents opposants de Johan Rudolf Thorbecke, dont il dénonça les principes comme étant impies et révolutionnaires,c'est-à-dire inspirés par la Révolution française. Bien que Groen assistât au triomphe de ses principes dans les réformes constitutionnelles impulsées par Thorbecke, il ne cessa jamais de s'opposer à lui jusqu'à sa mort en 1876.